# Selysina duboscqi
Selysina duboscqi is een soort in de taxonomische indeling van de Myzozoa, een stam van microscopische parasitaire dieren. Het organisme komt uit het geslacht Selysina en behoort tot de familie Aggregatidae. Selysina duboscqi werd in 1931 ontdekt door Harant.